# Óscar McFarlane
Óscar McFarlane Ortega (Panama, 29 novembre 1980) è un ex calciatore ed ex giocatore di calcio a 5 panamense, di ruolo portiere.

## Carriera

### Club
Da sedicenne debutta con l'Ejecutivo Junior, passando al suo primo club rilevante nel 2000, con il suo trasferimento al Panamá Viejo Fútbol Club. Dal 2003 al 2008 gioca con il Tauro, trasferendosi poi allo Sporting San Miguelito. È soprannominato La Bruja (la strega).

### Nazionale
McFarlane ha debuttato nella nazionale panamense nel 2001; è stato principalmente la riserva di Jaime Penedo.

## Palmarès

### Club

#### Competizioni nazionali
- Campionato panamense: 1

Panamá Viejo: 2001
Tauro: 2003, Apertura 2007